# Heteroscodra
Heteroscodra is een geslacht van spinnen uit de familie vogelspinnen (Theraphosidae).

## Soorten
De volgende soorten zijn bij het geslacht ingedeeld:
- Heteroscodra crassipes Hirst, 1907
  - Heteroscodra crassipes latithorax Strand, 1920
- Heteroscodra maculata Pocock, 1899